# Església de la Guia
L'Església de la Guia és una església eclèctica de Vic (Osona) protegida com a Bé Cultural d'Interès Local.

## Descripció
Edifici religiós. Capella d'una sola nau, orientada vers migdia. Presenta la façana amb un portal adovellat amb un trencaaigües al damunt. Sobre un carreu quadrat hi ha una creu grega refosa a la pedra, amb un òcul al damunt, sobre el carener, amb una cornisa que el ressegueix hi reposa un campanar d'espadanya amb campana. És coberta a dues vessants (la nau), i la part del presbiteri s'abriga sota una sola vessant. Als murs laterals hi ha finestres cegues d'arc de mig punt i amb trencaaigües. L'interior és cobert amb volta de canó decorada i pintada, darrere de l'altar - a través d'uns portals d'arc de mig punt- es pot accedir al cambril de la Verge que sota una cúpula de mitja taronja i emprada per una barra de ferro, presideix el temple. L'estat de conservació no és gaire bo. Cal remarcar la porta de ferro amb decoracions de forja.

## Història
Capella que està situada al peu de l'antic camí itinerant de Barcelona, camí que per ordre de Jaume I al segle xiii es desvià pel carrer Sant Pere.
L'obra original era de la segona meitat del segle xvii, però segons indica la data damunt el portal (1866) fou reformada al segle xix.